# ドウグラス・ルイス・ソアレス・デ・パウロ
ドウグラス・ルイス（Douglas Luiz）ことドウグラス・ルイス・ガブリエル・ソアレス・デ・パウロ（Douglas Luiz Gabriel Soares de Paulo, 1998年5月9日 - ）は、ブラジル・リオデジャネイロ出身のプロサッカー選手。セリエA・ユヴェントスFC所属。ポジションはミッドフィールダー。

## 経歴

### クラブ
ヴァスコ・ダ・ガマの下部組織出身で、2016年にトップチームに昇格すると翌2017年シーズンには主力として試合に出場している。

#### マンチェスター・シティ
2017年7月15日、イングランドのマンチェスター・シティと5年契約を締結すると、8月1日には出場機会を得るためにシティ・フットボール・グループ傘下のジローナへのローン移籍が発表された。
ジローナでは計2シーズンに渡ってプレーし46試合に出場したものの、英国の労働許可証を取れなかったことやグアルディオラ監督の構想に入らなかったため、2019年7月25日、アストン・ヴィラへ移籍することとなった。

#### アストン・ヴィラ
昇格したばかりのアストン・ヴィラでレギュラーの座を掴むと、初年度からリーグ戦36試合に出場し1部残留に貢献し、その後も主力として3シーズン連続で30試合に出場した。2022-2023シーズンには、契約延長交渉が進まないことやスティーヴン・ジェラード監督がブバカル・カマラを優先したため序列が低下し先発出場の機会が低下していたが、10月14日に2026年まで契約を延長した。
在籍最終シーズンとなった2023-24シーズンには公式戦で53試合に出場し、10ゴール10アシストという活躍からチャンピオンズリーグ出場権を獲得したチームの躍進の原動力となった。アストン・ヴィラでは5シーズンで通算204試合に出場し22ゴール24アシストを記録した。

#### ユヴェントス
2024年6月30日、イタリアのユヴェントスへの移籍が発表された。契約期間は2029年までの5年間で、移籍金は5,000万ユーロに最大150万ユーロのボーナスが付随する。

### 代表
世代別ブラジル代表に選出され、2019年の第47回トゥーロン国際大会では最優秀選手に選ばれている。カタール・ワールドカップの南米予選ではブラジル代表に選出され、コパ・アメリカ2021では大会メンバーに名を連ねた。
2021年、東京オリンピックでは決勝戦を含む5試合に出場し、金メダルを獲得したメンバーの一員となった。

## 個人成績

### クラブ
| 国内大会個人成績 | 国内大会個人成績   | 国内大会個人成績 | 国内大会個人成績 | 国内大会個人成績 | 国内大会個人成績                       | 国内大会個人成績 | 国内大会個人成績 | 国内大会個人成績 | 国内大会個人成績 | 国内大会個人成績 | 国内大会個人成績 |
| 年度             | クラブ             | 背番号           | リーグ           | リーグ戦         | リーグ戦                               | リーグ杯         | リーグ杯         | オープン杯       | オープン杯       | 期間通算         | 期間通算         |
| 年度             | クラブ             | 背番号           | リーグ           | 出場             | 得点                                   | 出場             | 得点             | 出場             | 得点             | 出場             | 得点             |
| ブラジル         | ブラジル           | ブラジル         | ブラジル         | リーグ戦         | リーグ戦                               | ブラジル杯       | ブラジル杯       | オープン杯       | オープン杯       | 期間通算         | 期間通算         |
| ---------------- | ------------------ | ---------------- | ---------------- | ---------------- | -------------------------------------- | ---------------- | ---------------- | ---------------- | ---------------- | ---------------- | ---------------- |
| 2016             | ヴァスコ・ダ・ガマ |                  | セリエB          | 14               | 2                                      | 1                | 0                | -                | -                | 15               | 2                |
| 2017             | ヴァスコ・ダ・ガマ | 8                | セリエA          | 11               | 1                                      | 3                | 0                | -                | -                | 14               | 1                |
| スペイン         | スペイン           | スペイン         | スペイン         | リーグ戦         | リーグ戦                               | 国王杯           | 国王杯           | オープン杯       | オープン杯       | 期間通算         | 期間通算         |
| 2017-18          | ジローナ           | 12               | ラ・リーガ       | 15               | 0                                      | 2                | 0                | -                | -                | 17               | 0                |
| 2018-19          | ジローナ           | 12               | ラ・リーガ       | 23               | 0                                      | 6                | 0                | -                | -                | 29               | 0                |
| イングランド     | イングランド       | イングランド     | イングランド     | リーグ戦         | リーグ戦                               | FLカップ         | FLカップ         | FAカップ         | FAカップ         | 期間通算         | 期間通算         |
| 2019-20          | アストン・ヴィラ   | 6                | プレミアリーグ   | 36               | 3                                      | 6                | 0                | 0                | 0                | 42               | 3                |
| 2020-21          | アストン・ヴィラ   | 6                | プレミアリーグ   | 33               | 0                                      | 1                | 0                | 0                | 0                | 34               | 0                |
| 2021-22          | アストン・ヴィラ   | 6                | プレミアリーグ   | 34               | 2                                      | 0                | 0                | 1                | 0                | 35               | 2                |
| 2022-23          | アストン・ヴィラ   | 6                | プレミアリーグ   | 37               | 6                                      | 2                | 1                | 1                | 0                | 40               | 7                |
| 2023-24          | アストン・ヴィラ   | 6                | プレミアリーグ   | 35               | 9                                      | 1                | 0                | 3                | 0                | 39               | 9                |
| イタリア         | イタリア           | イタリア         | イタリア         | リーグ戦         | リーグ戦                               | イタリア杯       | イタリア杯       | オープン杯       | オープン杯       | 期間通算         | 期間通算         |
| 2024-25          | ユヴェントス       | 26               | セリエA          | 19               | 0                                      | 0                | 0                | -                | -                | 19               | 0                |
| 通算             | ブラジル           | ブラジル         | セリエB          | 14               | 2                                      | 1                | 0                | -                | -                | 15               | 2                |
| 通算             | ブラジル           | ブラジル         | セリエA          | 11               | 1                                      | 3                | 0                | -                | -                | 14               | 1                |
| 通算             | スペイン           | スペイン         | ラ・リーガ       | 38               | 0                                      | 8                | 0                | -                | -                | 46               | 0                |
| 通算             | イングランド       | イングランド     | プレミアリーグ   | 175              | 20                                     | 10               | 1                | 5                | 0                | 190              | 21               |
| 通算             | イタリア           | イタリア         | セリエA          | 19               | 0                                      | 0                | 0                | -                | -                | 19               | 0                |
| 総通算           | 総通算             | 総通算           | 総通算           | 257              | 23\|\|\|22\|\|1\|\|5\|\|0\|\|284\|\|24 |                  |                  |                  |                  |                  |                  |

### 代表
| ブラジル代表 | 国際Aマッチ | 国際Aマッチ |
| 年           | 出場        | 得点        |
| ------------ | ----------- | ----------- |
| 2019         | 1           | 0           |
| 2020         | 4           | 0           |
| 2021         | 4           | 0           |
| 2022         | 0           | 0           |
| 2023         | 2           | 0           |
| 2024         | 7           | 0           |
| 通算         | 18          | 0           |

## タイトル

### 代表
U-23 ブラジル代表
- トゥーロン国際大会（2019）
- オリンピック（2020）[13]

### 個人
- カンピオナート・カリオカ シーズンベストイレヴン（2017）[14]
- トゥーロン国際大会 最優秀選手（2019）[15]
- トゥーロン国際大会 ベストイレヴン（2019）[15]
- アストン・ヴィラ シーズン最優秀選手（2022-23）[16]